# Bradycellus semipubescens
Bradycellus semipubescens är en skalbaggsart som beskrevs av Carl Hildebrand Lindroth. Bradycellus semipubescens ingår i släktet Bradycellus och familjen jordlöpare. Inga underarter finns listade i Catalogue of Life.